# Hemicentrus tenuis
Hemicentrus tenuis är en insektsart som beskrevs av Yuan och Tian 1994. Hemicentrus tenuis ingår i släktet Hemicentrus och familjen hornstritar. Inga underarter finns listade i Catalogue of Life.